# Willem Cornelis Sandberg
Jhr. mr. Willem Cornelis Sandberg (Hoorn, 2 juni 1908 – Middelburg, 6 september 1949) was een Nederlands burgemeester.

## Biografie
Sandberg was een lid van de familie Sandberg en een zoon van rijksbetaalmeester Honnoré Anton Herman baron Sandberg (1872-1956) en diens eerste echtgenote Catharina Magdalena van Reede (1898-1945). Hij trouwde in 1932 met Maria Jacoba Hiebendaal (1909-2001) met wie hij zeven kinderen kreeg.
In 1937 werd hij in Krabbendijke benoemd tot burgemeester. Hij bleef dat tot 1946 met een onderbreking vanaf 1944 in oorlogstijd. Daarnaast was hij enige tijd waarnemend burgemeester van Goes. In 1946 werd hij burgemeester van Middelburg hetgeen hij tot zijn overlijden zou blijven.